# Melolonthini
Melolonthini is een tribus uit de familie van bladsprietkevers (Scarabaeidae). 